# Einville-au-Jard
Einville-au-Jard település Franciaországban, Meurthe-et-Moselle megyében. Lakosainak száma 1062 fő (2022. január 1.). Einville-au-Jard Bauzemont, Bienville-la-Petite, Bonviller, Deuxville, Maixe, Raville-sur-Sânon, Serres és Valhey községekkel határos.

## Népesség
A település népességének változása:
| Lakosok száma | 1165 | 1218 | 1216 | 1232 | 1227 | 1218 | 1183 | 1116 | 1098 | 1062 |
|               | 1968 | 1982 | 1990 | 2006 | 2013 | 2015 | 2017 | 2019 | 2020 | 2022 |